# جائزة بريطانيا الكبرى للدراجات النارية 1991
جائزة بريطانيا الكبرى للدراجات النارية 1991 هو سباق دراجات نارية أقيم بتاريخ 4 أغسطس 1991 في دونينجتون بارك. كان الجولة الحادية عشر من أصل 15 في سباق الجائزة الكبرى للدراجات النارية موسم 1991. فاز الأمريكي كيفن شوانتز بفئة 500 سي سي بينما جاء الأمريكي وين ريني في المركز الثاني وحصل على المركز الثالث الأسترالي ميك دوهان.

## وصلات خارجية
- الموقع الرسمي